# Field dans ta chambre

Field dans ta chambre est une émission de télévision littéraire française créée en septembre 2002 par Michel Field, et diffusée sur Paris Première jusqu'en juin 2004. 

## Principe de l'émission
Chaque semaine, Michel Field, entouré de chroniqueurs, présente et commente l'actualité littéraire et des livres de leur sélection. 
L'une des particularités de l'émission était que les écrivains invités étaient des invités surprise, ce qui donnait lieu fréquemment à des situations dans lesquelles les chroniqueurs ayant critiqué peu élogieusement une œuvre se retrouvaient face à l'auteur du livre critiqué. 
Parmi les critiques littéraires récurrents à l'émission figuraient Michel Polac, Constance Chaillet du magazine féminin Madame Figaro, Mazarine Pingeot, Jean-François Kervéan, ou encore Alexis Lacroix, Nadia Tiourtite, Tania de Montaigne, Joëlle Goron, Arnauld Champremier-Trigano, Martin Monestier, Nathalie Donnadieu, Carole Diamant, Éric Yung, la liste n'étant pas exhaustive.
À la fin de l'émission, tous les livres présentés étaient, durant le générique de fin, rassemblés dans une caisse qui était envoyée ensuite à une association caritative.
En septembre 2004, à la suite du rachat de la chaîne par M6 et du bouleversement de la grille des programmes, l’émission n'est pas reconduite et est remplacée par l'émission Ça balance à Paris, une émission culturelle généraliste.